# Землетрясение в Нефтегорске (1995)
Землетрясение в Нефтегорске — катастрофическое землетрясение магнитудой 7,6, произошедшее ночью в воскресенье 28 мая 1995 года в 1:04 местного времени на острове Сахалин. Оно полностью разрушило посёлок Нефтегорск всего за 17 секунд. Это была вторая крупная природная катастрофа с многочисленными жертвами на территории Сахалинской области после обрушившегося на Северо-Курильск цунами в 1952 году.
По данным МЧС России, на территории, попавшей в зону бедствия (около 1482 квадратных километров) проживало 55400 человек. Из 3197 жителей посёлка Нефтегорск погибло 2040 человек, а экономический ущерб определён в размере около двух триллионов неденоминированных рублей.
Также в ту ночь сильным толчкам подверглись города и посёлки севера Сахалина. В городе Оха — центре Охинского района Сахалинской области, c населением более 30 000, толчки достигали не менее 6 баллов. В некоторых домах дали трещины стены, где-то перекрытия, в основном по швам; в других треснули вентблоки, или частично обрушились дымоходы, в некоторых не выдержали и рухнули козырьки подъездов.

## Предыстория
По данным заведующего лабораторией института литосферы Георгия Коффа, 17 крупноблочных домов, которые не выдержали удар стихии, не были предназначены для сейсмоопасных районов. В Нефтегорске дома рассыпались целиком, чего не было даже в Спитаке в 1988 году. Такие дома возводились в 1960-е годы с целью удешевления строительства.
1995 год был годом повышенной сейсмической активности на Тихом океане. 17 января 1995 года землетрясение в японском городе Кобе унесло жизни 6434 человек.

## Ход событий

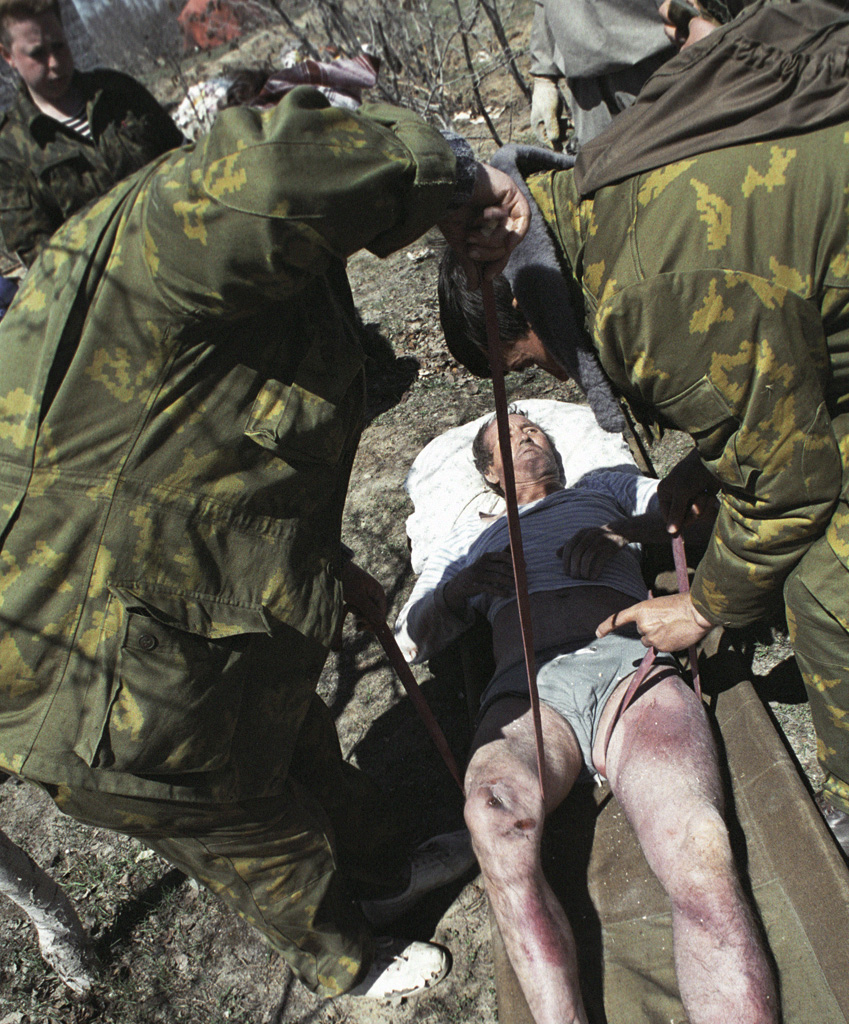
Спасатели оказывают помощь пострадавшему после землетрясения в Нефтегорске

Первыми о трагедии в Нефтегорске узнали сотрудники ОВД и местные власти Охинского района благодаря сообщению начальника РОВД Нефтегорска капитана милиции В. Э. Новосёлова и старшего сержанта милиции А. И. Глебова. А. Глебов, чудом уцелевший после падения с пятого этажа своей разрушенной квартиры, сумел самостоятельно выбраться из завала и направился в здание РОВД. Оно было разрушено и, как выяснилось позже, из 14 сотрудников погибли девять, пятеро остались живы, но получили ранения. Телефонная связь была нарушена, другой не было. Воспользовавшись неповреждённым вездеходом, А. Глебов произвёл рекогносцировку пострадавшего посёлка, выявил места наибольших разрушений и отправился в соседний посёлок Сабо, где проживал со своей семьёй начальник Нефтегорского РОВД капитан милиции В. Новосёлов. Сообщили о случившемся в Оху и просили оказать экстренную помощь пострадавшим, а сами отправились на место трагедии. Сообщение ушло в Южно-Сахалинск, и далее — во Владивосток, в Хабаровск и Москву.

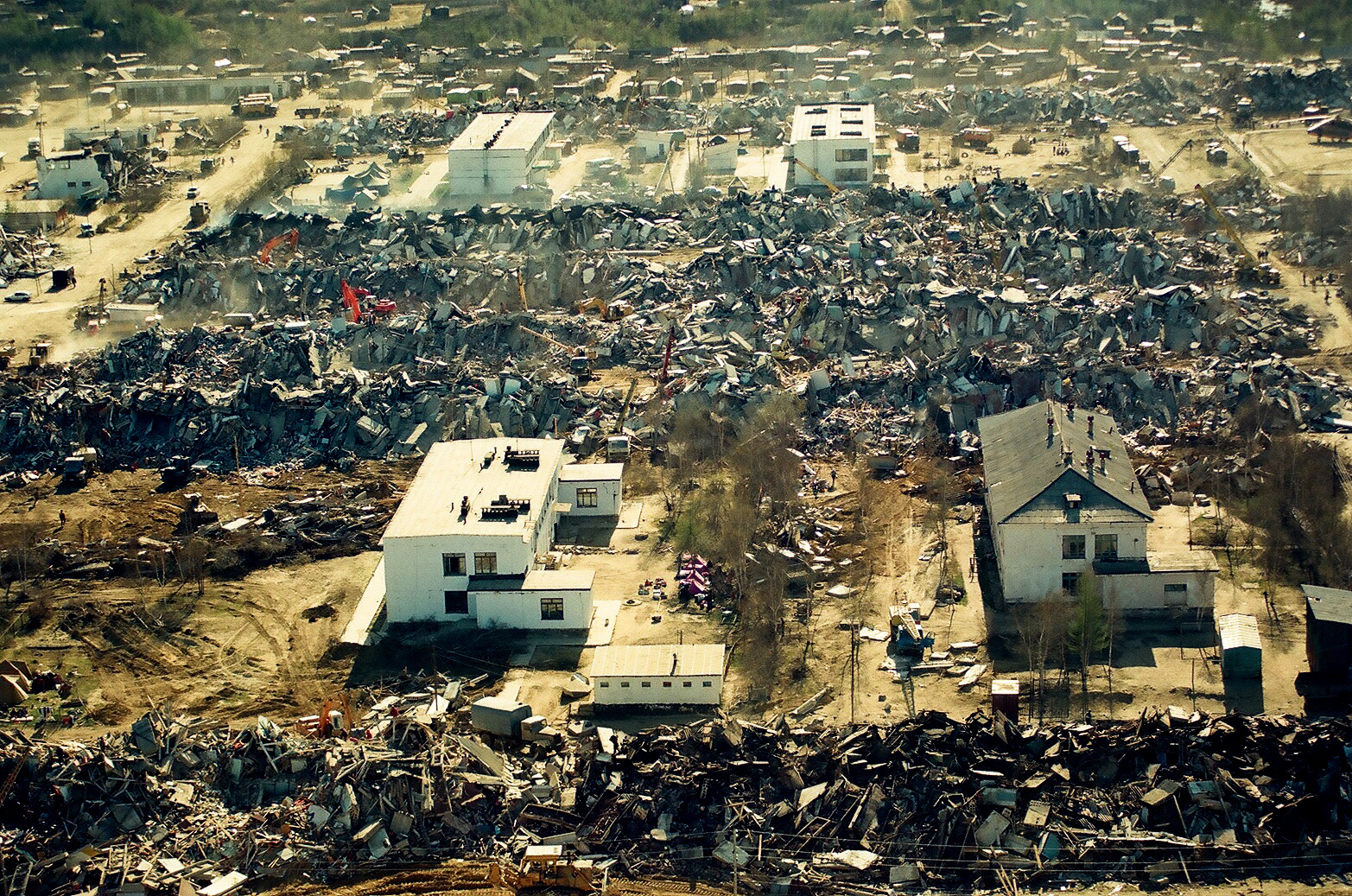
Последствия землетрясения в Нефтегорске. 1995

Нарушение линий проводной связи и отсутствие других средств связи привело к тому, что администрация, штаб ГО и УВД районного центра Охи не смогли вовремя оценить и уточнить сведения по Нефтегорску. Информация от них в вышестоящие органы власти поступила около 9:50 28 мая 1995 года, то есть в течение почти девяти часов местные, а также региональные и федеральные органы государственного управления не имели более или менее чёткого представления о масштабах бедствия.
Заместитель директора института морской геологии и геофизики РАН Алексей Иващенко сообщил, что эпицентр землетрясения находился всего в 20—30 км восточнее Нефтегорска, а не в 80 км, как указывалось ранее. По его словам, гипоцентр был расположен на глубине 15—20 км. В то же время, по данным сейсмологов, сила толчков составляла 7,1—7,6 по шкале Рихтера, а не 9. По словам учёного, это было самое мощное землетрясение за всю историю геофизических наблюдений (с 1909 года) в этом районе.
Землетрясение было подробно разобрано в программе «Как это было», вышедшей на Первом канале (ОРТ) 24 апреля 2002 года. Во время опроса Олегом Шкловским в начале выпуска В. Э. Новосёлов заявил, что его коллега А. И. Глебов в первые часы после катастрофы столкнулся с бюрократическим отказом чиновников Охинского района, не поверивших в катастрофический масштаб полного разрушения населённого пункта, выделить тяжёлую технику, и только под давлением Новосёлова, лично связавшегося с Охой, администрация района приняла решение направить спасательные силы для разбора завалов. Они оба заявили, что реакция администрации Охинского района привела к масштабным проволочкам и потере драгоценного времени на разбор завалов.
Утром 29 мая в Южно-Сахалинск и Нефтегорск из Москвы прибыли 8 самолётов МЧС России Ил-76 с 3000 спасателями и спецоборудованием. Из-под завалов в ближайшие 2 дня удалось достать живыми свыше 500 человек. Погибло 1958 человек из 3000, проживающих в Нефтегорске. 31 мая 1995 года в России был объявлен днём траура.

### Помощь Японии и критика властей
Власти Японии предложили помощь в проведении спасательных работ для оказания помощи раненым и людям, оставшимся под завалами, однако президент России Борис Ельцин отверг это предложение, заявив: «мы пока в силах справиться сами, а то потом могут сказать нам: отдавайте Курильские острова». В это время в Нефтегорске требовалась помощь высококвалифицированных специалистов по спасению в течение четырёх-пяти дней после катастрофы, пока ещё был шанс спасти людей. Эти действия спровоцировали в прессе критику в адрес президента, которая обвинила Ельцина в том, что он придал этой трагедии политическую ноту, совершил дипломатическую бестактность и попытался разыграть «великодержавную карту», спекулируя на чувстве унижения. Также учёные раскритиковали правительство за недостаточное финансирование сейсмологических станций, отметив, что на Дальнем Востоке было закрыто 30 станций.

## Судьба посёлка

Памятник жертвам землетрясения, Южно-Сахалинск

Было принято решение Нефтегорск не восстанавливать, а переселить уцелевших его жителей в другие населённые пункты Сахалинской области, прежде всего в Оху, Ноглики и Южно-Сахалинск. Для этого в указанных городах предусмотрено выделить из резерва или дополнительно ввести в строй необходимые (примерно для 500 человек) жилые площади. Администрация Сахалинской области сумела передать под эти цели 17,8 млрд руб., что достаточно для строительства 71 квартиры; ещё 12 квартир обеспечила администрация города Охи, но этого было недостаточно. На месте посёлка установлена мемориальная плита с именами погибших. О местах нахождения разрушенных домов сегодня напоминают лишь плиты с высеченными на них номерами.